# وینویک کمبریجشایر
وینویک کمبریجشایر (به انگلیسی: Winwick) یک روستا و محله مدنی در بریتانیا است که در هانتینگدونشر واقع شده‌است. وینویک کمبریجشایر ۲۰۲ نفر جمعیت دارد.